# Prensa Científica

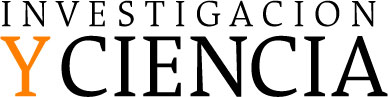

Prensa Científica es una editorial española que pertenece al Grupo Editorial Holtzbrinck, dedicada a la divulgación del conocimiento científico a través de revistas y publicaciones periódicas entre las que se encuentran:
- Investigación y Ciencia, cuyo primer número apareció en octubre de 1976, es la versión española de Scientific American. Ofrece a sus lectores información actual sobre los avances científicos y técnicos con un especial énfasis en el quehacer investigador de España y de Iberoamérica.
- Mente y cerebro, de periodicidad bimestral, abarca el desarrollo del dominio emergente de las neurociencias y las ciencias cognitivas, con particular atención a la psicología y psiquiatría. Se trata de un esfuerzo paneuropeo, que en Alemania se llama Gehirn & Geist, Cerveau & Psycho en Francia y Mente & Cervello en Italia, con la colaboración de la norteamericana Scientific American Mind.
- Temas de Investigación y Ciencia, de aparición trimestral, ofrece síntesis monográficas sobre variados aspectos del conocimiento científico.

Prensa Científica posee también un fondo de libros científicos como la colección Biblioteca Scientific American o la serie Libros de Investigación y Ciencia.